# Списак држава са нуклеарним наоружањем
Генерално се сматра да девет суверених држава поседује нуклеарно оружје, иако само осам формално признаје да га поседује. Пет се сматрају државама са нуклеарним оружјем према одредбама Уговора о неширењу нуклеарног оружја. По редоследу набавке нуклеарног оружја, то су Сједињене Америчке Државе, Русија (наследница бившег Совјетског Савеза), Уједињено Краљевство, Француска и Кина.
Друге државе које су потврдиле да поседују нуклеарна оружја су Индија, Пакистан и Северна Кореја. Од ступања на снагу Споразума о неширењу нуклеарног оружја 1970. године, ове три државе нису биле потписнице споразума и спроводиле су отворене нуклеарне пробе. Северна Кореја је била потписница Споразума о неширењу оружја, али се касније повукла 2003. године.
Генерално се сматра да Израел поседује нуклеарно оружје, али то не признаје, одржавајући политику намерне двосмислености. Процењује се да Израел поседује између 90 и 300 нуклеарних бојевих глава.Једна могућа мотивација за нуклеарну двосмисленост је одвраћање уз минимално политичко трење.
Државе које су раније поседовале нуклеарно оружје су Јужна Африка, која је развила нуклеарно оружје, али је потом демонтирала свој арсенал пре него што се придружила Споразуму о неширењу јачинског оружја, и бивше совјетске републике Белорусија, Казахстан и Украјина, чије је оружје предале у Русију.
Према подацима Федерације америчких научника, у свету је, закључно са 2025. годином, било приближно 3.904 активних нуклеарних бојевих глава и укупно 12.331 нуклеарних бојевих глава. Стокхолмски међународни институт за истраживање мира проценио је 2024. године да је укупан број нуклеарних бојевих глава које су набавиле нуклеарне државе достигао 12.121. Приближно 9.585 се чува у војним залихама. Око 3.904 бојевих глава је распоређено са оперативним снагама. 2.100 бојевих глава, које углавном долазе из Русије и САД-а, одржавају се у стању високе оперативне приправности.

## Статистика и конфигурација снага
Следи списак држава које су признале поседовање нуклеарног оружја или се претпоставља да га поседују, приближан број бојевих глава под њиховом контролом, година када су тестирале своје прво оружје и конфигурација њихових снага. Ова листа је неформално позната у глобалној политици као „Нуклеарни клуб“. Са изузетком Русије и САД-а (које су подвргле своје нуклеарне снаге независној верификацији према разним уговорима), ове бројке су процене, у неким случајевима прилично непоуздане процене. Конкретно, према Споразуму о смањењу стратешких офанзивних наоружања, хиљаде руских и америчких нуклеарних бојевих глава су неактивне у залихама које чекају на обраду. Фисиони материјал садржан у бојевим главама може се затим рециклирати за употребу у нуклеарним реакторима.
Од највишег броја од 70.300 активних комада оружја 1986. године, од 2024. године, у свету постоји приближно 3.880 активних нуклеарних бојевих глава и укупно 12.119 нуклеарних бојевих глава. Много декомисионисаног оружја је једноставно складиштено или делимично демонтирано, а не уништено.
Поред тога, од почетка атомског доба, методе испоруке већине држава са нуклеарним оружјем су се развиле - четири су стекле нуклеарну тријаду, док су се друге консолидовале од копнених и ваздушних средстава одвраћања ка подморничким снагама.
| Држава               | Бојева глава | Бојева глава | Први тест                          | Први тест                    | НПТ статус          | ЦТБТ статус                                                 | Начин испоруке | Начин испоруке | Начин испоруке | Начин испоруке                                     | Тестови   |
| Држава               | Укупно       | Бачено       | Дан                                | Место                        | НПТ статус          | ЦТБТ статус                                                 | Море           | Ваздух         | Земља          | Напомене                                           | Тестови   |
| -------------------- | ------------ | ------------ | ---------------------------------- | ---------------------------- | ------------------- | ----------------------------------------------------------- | -------------- | -------------- | -------------- | -------------------------------------------------- | --------- |
| САД                  | 3,700        | 1,670        | 16. јул 1945. (Тринити тест)       | Аламогордо (Нови Мексико)    | Чланица             | Потписник                                                   |                |                |                | Америчке тријаде                                   | 1,030     |
| Русија               | 4,299        | 1,710        | 29. август 1949. (РДС-1)           | Семеј, КССР                  | Чланица             | Потписник (ратификована, али касније опозвана ратификација) |                |                |                | Руске тријаде                                      | 715       |
| Уједињено Краљевство | 225          | 120          | 3. октобар 1952. (Ураган)          | Острва Монтебело, Аустралија | Чланица             | Ратификовала                                                |                |                |                | Трајдент подморнице                                | 45        |
| Француска            | 290          | 280          | 13. фебруар 1960. (Gerboise Bleue) | Реган, Француски Алжир       | Чланица             | Ратификовала                                                |                |                |                | Тријумфат подморнице, ваздушни капацитет           | 210       |
| Кина                 | 600          | 24           | 16. октобар 1964. (596)            | Лоп Нур, Синђанг             | Чланица             | Потписник                                                   |                |                |                | Кинеске тријаде                                    | 45        |
| Индија               | 180          | 0            | 18. мај 1974. (Насмејани Буда)     | Покхран, Раџастан            | Није чланица        | Није потписник                                              |                |                |                | Индијске тријаде                                   | 6         |
| Пакистан             | 170          | 0            | 28. мај 1998 (Чагај-1)             | Рас Кох масив, Белуџистан    | Није чланица        | Није потписник                                              |                |                |                | Ваздушна способност, систем за испоруку пројектила | 2         |
| Израел               | 90           | 0            | 1960–1979                          | Непознато                    | Није чланица        | Потписник                                                   |                |                |                | Осумњичена израелска тријада                       | Непознато |
| Северна Кореја       | 50           | 0            | 9. октобар 2006.                   | Киџу, Северни Хамгјонг       | Најављено повлачење | Није потписник                                              |                |                |                | Севернокорејски системи испоруке                   | 6         |

## Белешке
1. ↑  There are a wide range of estimates as to the size of the Israeli nuclear arsenal. For a compiled list of estimates, see Avner Cohen, The Worst-Kept Secret: Israel's bargain with the Bomb (Columbia University Press, 2010), Table 1, page xxvii and page 82.
2. ↑  Estimates from the Federation of American Scientists. The latest update was in January 2023. "Deployed" indicates the total of deployed strategic and non-strategic warheads. Because the number of non-strategic warheads is unknown for many countries, this number should be taken as a minimum. When a range of weapons is given (e.g., 0–10), it generally indicates that the estimate is being made on the amount of fissile material that has likely been produced, and the amount of fissile material needed per warhead depends on estimates of a country's proficiency at nuclear weapon design.
3. ↑  As a part of the Soviet Union. The Russian Federation has not tested a nuclear weapon since 1991.
4. ↑  See also UK Trident programme. From the 1960s until the 1990s, the United Kingdom's Royal Air Force maintained the independent capability to deliver nuclear weapons via its V bomber fleet.
5. ↑  See also Force de dissuasion. France formerly possessed a nuclear triad until 1996, when its land-based arsenal was retired.
6. ↑  Data include the suspected Vela incident of 22 September 1979.[40]